# Kolódiazhne (Kóvel)
Kolódiazhne (ucraniano: Коло́дяжне; polaco: Kołodeżno) es un municipio rural y pueblo de Ucrania perteneciente al raión de Kóvel de la óblast de Volinia.
En 2018 el municipio tenía una población de 4569 habitantes, de los que unos setecientos vivían en la capital municipal y el resto repartidos en dieciocho pedanías. El municipio fue fundado en 2016 mediante la fusión de los consejos rurales de Kolódiazhne, Krychévychi, Skulyn y Ujovets, a los que se fueron sumando hasta 2020 los de Bilashiv, Liúbytiv y Drozdni. Además de estos siete pueblos, pertenecen al actual municipio otros doce: Budyshche, Voloshky, Lomachanka, Cheremoshne, Steblí, Hrúshivka, Ivánivka, Perkóvychi, Volia-Liúbytivska, Vorona, Rokýtnytsia y Honchi Brid.
Se ubica en la periferia suroriental de Kóvel, en la salida de la carretera M19 que lleva a Lutsk.

## Historia
Se conoce la existencia del pueblo desde época medieval. En su origen era una pedanía de Kóvel, pero con el tiempo pasó a formar un señorío propio. En el Imperio ruso formó parte de la vólost de Liúbytiv, en el uyezd de Kóvel de la gobernación de Volinia. En 1881, los terrenos del pueblo fueron comprados por el padre de la escritora Lesya Ukrainka; la casa de la escritora en el pueblo es desde 1949 un museo. Hasta 2016 era sede de un consejo rural que únicamente incluía como pedanías a Budyshche y Voloshky.